# 旅游不文明行为记录
“旅游不文明行为记录”是跟据中国国家旅游局（现中华人民共和国文化和旅游部）2016年5月26日出台的《国家旅游局关于旅游不文明行为记录管理暂行办法》，记录中国游客及旅游从业人员不文明行为的档案。意在为推进旅游诚信建设工作，提升公民文明出游意识。

## 背景
中国于2012年成为世界上第一大旅游消费国，而中国游客出游的不文明行为（例如随意吐痰丢垃圾、大声喧哗、在文物上涂写或刻字，等）损害了中国形象。。最具代表性的例子是2013年中國游客在法國羅浮宮池水洗腳，中外輿論大嘩，一時之間馬來西亞、澳門、台灣嘲諷「強國人」游客的呼聲此起彼落。2016年「旅游不文明行为记录」是为了整治旅游不文明行为以提高中国国家和民族形象。

## 法規歷史
早在2015年4月6日，国家旅游局就已出台《游客不文明行为记录管理暂行办法》（5月14日修改为《国家旅游局关于游客不文明行为记录管理暂行办法》），并设立“游客不文明行为记录”（俗称“游客黑名单”）。而新的“旅游不文明行为记录”增加了对旅游从业人员的行为约束。新规实施后，原有的《游客不文明行为记录管理暂行办法》即停止实施，而此前建立的“游客不文明行为记录”继续有效，但不再新增记录，新的不文明行为将被记录在“旅游不文明行为记录”。
名单记录信息由所属地方旅游管理部门提交或通过媒体报道和社会举报采集，名单由中国国务院旅游主管部门管理，信息保存期限视情节及影响程度确定。游客黑名单具有震慑意义，进入“游客黑名单”的游客在此后旅游中将会受到影响，严重则会影响出境、银行信贷等。“黑名单”不是法律法规，更多的是一个道德准则规范，而《法制晚报》刊登了一篇文章《进了“旅游黑名单”，然后呢？》指出记录名单的问题，而多家旅行社表示进入游客黑名单的游客旅游社暂时无权阻止这些游客跟团旅游，同时游客也可以以出行的方式进行个人旅游。